# Lukoran
Lukoran est un village de la municipalité de Preko (Comitat de Zadar) en Croatie. Au recensement de 2011, le village comptait 503 habitants.